# ハイナ!
「ハイナ!」は、日本の男性アイドルグループ・NYCの5枚目のシングル。2012年5月25日にジャニーズ・エンタテイメントから発売された。

## 概要
前作「ワンダフル キューピット/がらすの・魔法・」から約5ヶ月ぶりのシングル。
金曜日でのシングルCD発売となった。
初回盤A、Bと通常盤の3形態で発売。初回盤には、表題曲「ハイナ!」のMusic Clip、Music Clip Making、振り付けビデオが、初回盤Bには、前作のMusic Clipと表題曲「ハイナ!」のジャケット撮影Making、振り付けビデオが収録されたDVDが付く。なお、振り付けビデオは初回盤A、Bとも同一内容である。
表題曲「ハイナ!」は、毎日放送・TBS系『衝撃速報!アカルイ☆ミライ』のエンディングテーマとなっている。
このシングルの発売から約1年5ヶ月後となる2013年10月8日をもってNYCは事実上解散となったため、NYCとしては最後のシングルとなった。

## 収録曲

### CD
※は通常盤のみ収録。
1. ハイナ! [3:58]
作詞・作曲・編曲：宮﨑歩
2. Tic Tac 〜僕らのハーモニー〜※ [4:03]
作詞：canna、作曲：Shusui・Dr Hardcastle、編曲：Dr Hardcastle
3. 雨音※ [3:06]
作詞：村野直球、作曲：Shusui・Samuel Waermo・Fredrik Samsson、編曲：増田武史
4. ハイナ!（オリジナル・カラオケ）
5. Tic Tac 〜僕らのハーモニー〜（オリジナル・カラオケ）※
6. 雨音（オリジナル・カラオケ）※

### DVD

#### 初回盤A
1. 「ハイナ!」Music Clip
2. 「ハイナ!」Music Clip Making
3. 「ハイナ!」振付ビデオ

#### 初回盤B
1. 「ワンダフル キューピット」Music Clip
2. 「ハイナ!」ジャケット撮影Making
3. 「ハイナ!」振付ビデオ